# Giuseppe Toaldo
Giuseppe Toaldo (Pianezze, 11 luglio 1719 – Padova, 11 novembre 1797) è stato un astronomo, meteorologo e abate italiano.

## Biografia
A quattordici anni entrò nel seminario di Padova, dove successivamente insegnò matematica e letteratura italiana. Nel 1743 venne consacrato sacerdote dal cardinale Carlo Rezzonico, succeduto a Minotto Ottoboni come vescovo di Padova. In questi anni frequentò le lezioni di matematica dell'abate Giuseppe Suzzi da cui apprese il nuovo Calcolo cartesiano e leibniziano, che a sua volta introdurrà nell'insegnamento della matematica affidatogli in Seminario, dopo aver insegnato nei primi anni la Grammatica. Durante gli anni di insegnamento presso il seminario curò l'edizione delle opere di Galileo (1744) in quattro volumi, redigendone una prefazione elogiativa e note critiche. Nel quarto volume per la prima volta dopo la condanna di Galileo Galilei si pubblicò con approvazione ecclesiastica dietro intervento di Papa Benedetto XIV il Dialogo sopra i due massimi sistemi del mondo.
Nel 1754 fu nominato parroco di Montegalda e, otto anni dopo, fu chiamato a ricoprire la cattedra di astronomia all'Università di Padova. Toaldo, come i suoi contemporanei, Diviš e Giovanni Battista Beccaria (entrambi sacerdoti), prestò particolare attenzione allo studio dell'elettricità atmosferica e ai mezzi per proteggere gli edifici dai fulmini. Fu favorevole alla costruzione dei parafulmini, adottando le opinioni di Benjamin Franklin sulla loro azione preventiva e protettiva, piuttosto che quelle della scuola francese guidata dall'abate Nollet. Il suo trattato Della maniera di difendere gli edificii dal fulmine (1772) e il suo opuscolo Dei conduttori metallici a preservazione degli edifici dal fulmine (1774) contribuirono in gran parte a rimuovere i pregiudizi popolari del tempo contro l'uso dell'invenzione di Franklin. Grazie ai suoi sforzi, furono posti parafulmini sulla cattedrale di Siena, sul campanile di San Marco, a Venezia. e sulle navi della marina veneziana.
Il suo nome è legato anche al progetto di conversione dell'antica Torlonga del castello di Padova (la torre fatta costruire da Ezzelino da Romano) in Specola, ossia osservatorio astronomico. Il progetto fu realizzato da un suo vecchio compagno di studi, Domenico Cerato.
Pubblicò il Giornale astrometeorologico (1773-97), una sorta di lunario contenente proverbi e regole di agricoltura sul tempo e i periodi dell'anno.
Nel 1787, quando ricopriva le cariche di Preposito della Santissima Trinità e Professore e Accademico all'Ateneo Patavino, pubblicò le sue Tavole di Vitalità. Questa pubblicazione contribuì, anni più tardi, a gettare le basi degli studi sulla demografia; Toaldo infatti consegnò, attraverso il suo testo, una metodologia innovativa per lo studio dei dati. Questo suo lavoro fu compreso ed utilizzato come modello di lavoro solo dopo la sua morte.
Toaldo è ricordato anche per i suoi numerosi studi di meteorologia e per essere stato insegnante di Melchiorre Cesarotti.
Divenne famoso in Europa soprattutto per le sue teorie di previsione meteorologica. Riteneva di aver notato che dopo 9 anni, e poi dopo 18 anni, i fenomeni meteorologici tornavano nello stesso ordine.
Organizzò anche una rete meteorologica nella Repubblica di Venezia. Il suo appello alla collaborazione circolò soprattutto attraverso il suo almanacco: il Giornale astro-meteorologico, che apparve per la prima volta nel 1773 e continuò anche dopo la sua morte. Riuscì a riunire più di trenta osservatori, tra cui una nobildonna di Sacile, Angela Borgo.
Toaldo era membro di molte accademie scientifiche d'Europa, in particolare della Royal Society di Londra. Gli è stato dedicato un asteroide, 23685 Toaldo.

## Opere

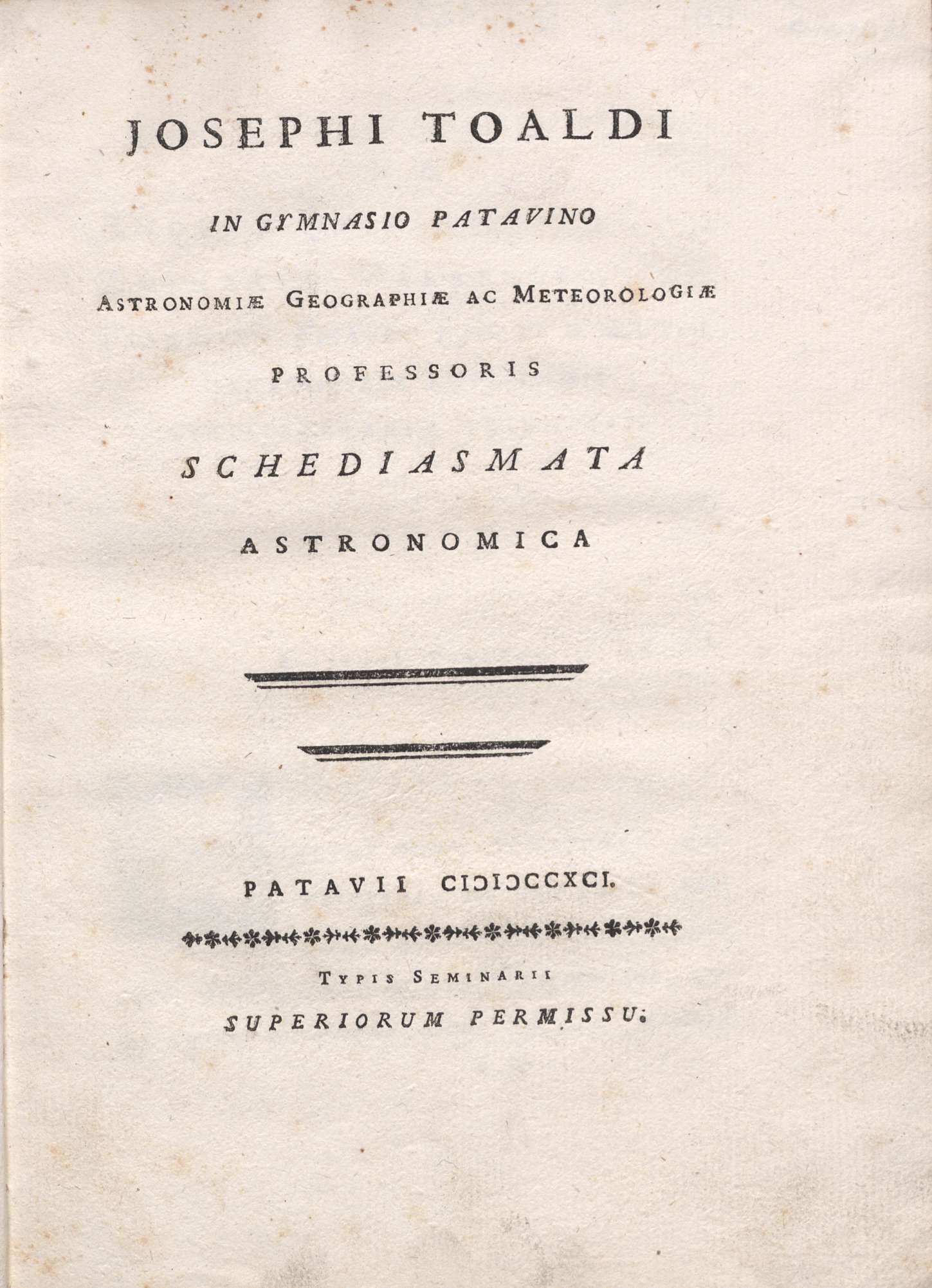
Schediasmata astronomica, 1791

- Della maniera di preservare gli edifici dal fulmine, Venezia, 1772.
- (LA) Novae tabulae barometri aestusque maris, Padova, Tipografia del Seminario, 1773.
- Del conduttore elettrico posto nel campanile di S. Marco in Venezia, Venezia, Giovanni Antonio Pinelli, figli, 1776.
- Saggi di studi veneti, Venezia, Gasparo Storti (2.), 1782.
- Tavole di vitalità, Padova, Giovanni Antonio Conzatti, 1787.
- (LA) Schediasmata astronomica, Padova, Tipografia del Seminario, 1791.